# Eranda Libohova
Eranda Libohova, född 11 september 1969 i Tirana, är en albansk sångerska. Eranda Libohova är syster till sångerskan Irma Libohova. Eranda är främst känd för sina framträdanden i olika albanska musikfestivaler, som Festivali i Këngës och Kënga Magjike. Hon har bland annat lyckats vinna Kënga Magjike, 2000 i en duett med sin syster Irma Libohova.

## Biografi
Libohova föddes 1969 i Albaniens huvudstad Tirana. Vid 14 års ålder började hon sjunga. 1986 debuterade hon tillsammans med sin äldre syster Irma i Festivali i Këngës. De framförde bidraget "Ku vajti valle ai djalë" som slutade på andra plats i tävlingen. Året därpå, 1987, deltog hon på nytt i Festivali i Këngës tillsammans med sin syster Irma. Deras bidrag, "Nuk e harroj", skrevs av Arbën Duka med musik av den framgångsrike kompositören Agim Krajka. Med låten lyckades systrarna vinna hela tävlingen. 1997 deltog Libohova ensam i tävlingen med låten "Bota iluzion". Året därpå deltog hon i samma tävling med låten "Lypsarja". 
1999 ställde Eranda Libohova upp i Festivali i Këngës 38:e upplaga, återigen tillsammans med sin syster Irma. De deltog med bidraget "Apokalipsi" (apokalyps). Låten hade skrivits av Jorgo Papingji med musik komponerad av Alfred Kaçinari. De lyckades med låten sluta på andra plats i tävlingen och i besvikelse över resultatet rusade systrarna av scenen efter att resultatet i tävlingen meddelats. En liknande händelse inträffade i tävlingen 2003 då Mariza Ikonomi protesterade mot sin andraplats. 2001 återkom Eranda till tävlingen med låten "Më prit" vilket även är hennes senaste bidrag till tävlingen. Även med detta bidrag slutade Libohova på andra plats i tävlingen.
2000 debuterade Libohova tillsammans med Irma Libohova i Kënga Magjike 2000 med låten "Një mijë ëndrra" (tusen drömmar). De lyckades med låten vinna hela tävlingen och de har därmed vunnit både Festivali i Këngës och Kënga Magjike tillsammans. Dessutom har Irma vunnit Kënga Magjike vid ytterligare ett tillfälle, 2004 med "Prapë tek ti do të vij".
2010 deltog hon i Kënga Magjike 2010 med låten "Rrofte dashuria". Libohova tog sig till finalen den 20 november, och slutade på en femteplats med 499 poäng. Hon fick också specialpriset för "bästa hitlåt". Året därpå deltog hon i Kënga Magjike 2011 tillsammans med programledaren Aldo och med låten "Pa problem" med vilken hon återigen tog sig till finalen. De fick i finalen trendpriset.
Libohova har även deltagit i Mikrofoni i Artë, 2004 med låten "Buzët më ishin tharë". Hon lyckades vinna hela tävlingen med låten. Libohova har även släppt två studioalbum med titlarna Beqarë jam bëtu och Harrakatë.
2014 skulle Libohova varit med i den Albanska jurygruppen vid Eurovision Song Contest 2014. Hon ersattes dock av dirigenten Jetmir Barbullushi.
I juli 2014 släppte hon låten "Më nga mu" med musikvideo. Låten skrevs och komponerades av Pirro Çako med arrangemang av Gent Myftaraj. 2016 gjorde Libohova comeback i Kënga Magjike 2016 med låten "Në zemër të mbaj". Hon slutade i tävlingens final på 15:e plats. 2017 släppte hon singeln "T'kam tregu". I februari 2018 släppte hon tillsammans med sångaren Ardit Çuni låten "Ajo" som i juni följdes upp av hennes singel "Pres të me thërmosh".
I december 2018 tävlade Libohova, efter 17 års frånvaro, i Festivali i Këngës. Hon deltog senast i Festivali i Këngës 40 år 2001 och slutade då på en andra plats med låten "Më prit". 2018 års bidrag hette "100 pyetje" och skrevs av Pandi Laço med musik av Gent Myftaraj. Med bidraget tog sig Libohova till tävlingens final där hon mottog höga poäng från juryn och slutade på tredje plats. Libohova tilldelades även priset från media i finalen.

## Diskografi

### Album
- Arvanitase
- Beqare jam betu
- Harrakate

### Festivali i Këngës-bidrag
| År   | Upplaga               | Låt                        | Plats |
| ---- | --------------------- | -------------------------- | ----- |
| 1986 | Festivali i Këngës 25 | "Ku vajti valle ai djalë"  | 2     |
| 1987 | Festivali i Këngës 26 | "Nuk e harroj"             | 1     |
| 1988 | Festivali i Këngës 27 | "Të kërkoj"                | –     |
| 1989 | Festivali i Këngës 28 | "Mijëra zëra në zërin tim" | –     |
| 1996 | Festivali i Këngës 35 | "Kthehu për vehte për mua" | –     |
| 1997 | Festivali i Këngës 36 | "Bota iluzion"             | –     |
| 1998 | Festivali i Këngës 37 | "Lypsarja"                 | –     |
| 1999 | Festivali i Këngës 38 | "Apokalipsi"               | 2     |
| 2001 | Festivali i Këngës 40 | "Më prit"                  | 2     |
| 2018 | Festivali i Këngës 57 | "100 pyetje"               | 3     |

### Kënga Magjike-bidrag
| År   | Upplaga            | Låt                | Poäng | Plats | Pris         |
| ---- | ------------------ | ------------------ | ----- | ----- | ------------ |
| 2000 | Kënga Magjike 2000 | "Njëmijë ëndrra"   | –     | 1     | –            |
| 2010 | Kënga Magjike 2010 | "Rroftë dashuria"  | 499   | 5     | Bästa hitlåt |
| 2011 | Kënga Magjike 2011 | "Pa problem"       | –     | –     | Trendpriset  |
| 2016 | Kënga Magjike 2016 | "Në zemër të mbaj" | 453   | 15    | Bästa duett  |

### Singlar (urval)
- 2004 – "Buzët më ishin tharë"
- 2015 – "Më nga mu"
- 2016 – "Pa mua"
- 2017 – "T'kam tregu"
- 2018 – "Ajo"
- 2018 – "Pres të më thërmosh"
- 2019 – "14"